# Première dame du Brésil
Le titre de Première dame du Brésil (portugais : Primeira-dama do Brasil) est donné à l'hôtesse du palais d'Alvorada, rôle traditionnellement occupé par l'épouse de l'actuel président du Brésil.
À ce jour, il y a eu trente-huit Premières dames, si on compte deux fois l’épouse de Getúlio Vargas puis celle de Ranieri Mazzilli, qui ont chacun été élus à deux reprises et pour deux mandats non consécutifs. Le président Hermes da Fonseca a eu deux Premières dames, car il est devenu veuf en fonction et s'est remarié avant la fin de son mandat. Les présidents Rodrigues Alves et Castelo Branco étaient veufs, c'est pourquoi leurs filles ont joué ce rôle de Première dame. Le Brésil n'a jamais eu de « premier gentleman », car Dilma Rousseff, la première et seule femme présidente du pays à ce jour, avait divorcé avant d'entrer en fonction et est restée célibataire pendant ses mandats.
À la suite de l'investiture de Luiz Inácio Lula da Silva le 1er janvier 2023, sa dernière épouse, Rosângela Lula da Silva, est devenue Première dame, succédant à Michelle Bolsonaro, épouse de l'ancien président Jair Bolsonaro.
Le Brésil a connu quelques Premières dames influentes, comme Sarah Kubitschek (en), à l'origine de programmes sociaux dans les années 1950, ou l'intellectuelle Ruth Cardoso dans les années 1990. Cependant, « il s’agit d’exceptions, le rôle restant décoratif et n’ayant aucun statut juridique », selon la journaliste Ciça Guedes.